# Noa Skoko
Noa Skoko (Mánchester, Inglaterra, 12 de enero de 2006) es un futbolista croata que juega como centrocampista en el H. N. K. Hajduk Split de la Primera Liga de Croacia.

## Estadísticas

### Clubes
Actualizado al último partido disputado el 30 de marzo de 2023.
| Club                            | Div.          | Temporada     | Liga  | Liga  | Copas nacionales | Copas nacionales | Copas internacionales | Copas internacionales | Total | Total |
| Club                            | Div.          | Temporada     | Part. | Goles | Part.            | Goles            | Part.                 | Goles                 | Part. | Goles |
| ------------------------------- | ------------- | ------------- | ----- | ----- | ---------------- | ---------------- | --------------------- | --------------------- | ----- | ----- |
| H. N. K. Hajduk Split · Croacia | 1.ª           | 2022-23       | 0     | 0     | 0                | 0                | —                     | —                     | 0     | 0     |
| H. N. K. Hajduk Split · Croacia | Total club    | Total club    | 0     | 0     | 0                | 0                | 0                     | 0                     | 0     | 0     |
| Total carrera                   | Total carrera | Total carrera | 0     | 0     | 0                | 0                | 0                     | 0                     | 0     | 0     |